# Initiative globale en psychiatrie
L'Initiative globale en psychiatrie est une fondation internationale pour la réforme de la santé mentale qui a participé à la campagne contre les abus politiques de la psychiatrie en Union soviétique,,. L'organisation est de type ONG.
Basé à Hilversum, le GIP a des centres régionaux à Tbilissi, Sofia, et Vilnius, et un bureau national à Douchanbé.
Le GIP est l'un des principaux contributeurs à l'amélioration des soins psychiatriques dans les pays de l'ex-Union soviétique ainsi qu'en Europe centrale et orientale,. Il a élargi son champ d'action et, depuis 2010, comprend des projets en Asie, Afrique et Caraïbes.
Le GIP se concentre également sur les abus politiques de la psychiatrie dans le monde entier, et la surveillance des droits de l'homme.

## Histoire
Le 20 décembre 1980, l'Association internationale sur l'utilisation politique de la psychiatrie (IAPUP), dont le premier secrétaire était le Dr Gérard Bles (France), a été créée à Paris. Depuis le Congrès de Honolulu en 1978, il a inspiré le mouvement contre l'utilisation de la psychiatrie à des fins politiques. L'organisation a fait campagne contre les abus politiques de la psychiatrie en Union soviétique en dirigeant les efforts au sein des organisations psychiatriques nationales et internationales pour éradiquer ces abus systématiques. L'IAPUP n'avait aucun lien avec aucun groupe politique ni avec l'antipsychiatrie. L'organisation a rassemblé et coordonné des groupes indépendants destinés à la lutte contre les abus politiques de la psychiatrie et composés de psychiatres et de militants des droits de l'homme du Canada, de France, du Royaume-Uni, des Pays-Bas, de Suisse et d'Allemagne de l'Ouest. Au cours de ses deux premières décennies d'existence, l'IAPUP a enquêté sur les accusations d'exploitation oppressive dans un certain nombre de pays tels que l'Argentine, la Bulgarie, le Chili, la Tchécoslovaquie, Cuba, l'Allemagne de l'Est, la Hongrie, la Roumanie, l'Afrique du Sud, les Pays-Bas et la Yougoslavie. La publication de l'IAPUP était le "Bulletin d'information". L'IAPUP comprenait les comités participants suivants :
1. Groupe de travail sur l'internement des dissidents dans les hôpitaux psychiatriques ;
2. Comité des psychiatres français contre l'utilisation de la psychiatrie à des fins politiques ;
3. Association allemande contre les abus politique de la psychiatrie ;
4. Fonds international Podrabinek ;
5. Association suisse contre les abus psychiatriques à des fins politiques.

En 1986, Robert van Voren est devenu secrétaire général de l'IAPUP. Après la dislocation de l'URSS, le financement de l'IAPUP dirigée par Robert van Voren a cessé jusqu'à ce qu'elle adopte un programme de larges compromis et, par conséquent, le nom opposé de l'Association internationale pour l'abolition et la prévention de la psychiatrie politique, ou Initiative de Genève sur la psychiatrie. En 2005, l'organisation a été rebaptisée Global Initiative on Psychiatry (GIP),. De 1995 à 2000, le président de la Geneva Initiative on Psychiatry était James Birley.

## Leadership
Le conseil est composé de professionnels d'une vingtaine de pays. Le directeur général de l'Initiative mondiale sur la psychiatrie est Robert van Voren,, membre honoraire du Royal College of Psychiatrists au Royaume-Uni et membre honoraire de l'Association psychiatrique ukrainienne. En 2005, il a été fait chevalier par la Reine Beatrix des Pays-Bas pour son travail de militant des droits de l'homme. Il est professeur d'études soviétiques et post-soviétiques à l'Université d'État de l'Ilia à Tbilissi (Géorgie) et à l'Université Vytautas Magnus à Kaunas (Lituanie),.

## Approche
L'Initiative globale en psychiatrie utilise une approche locale pour aider les malades mentaux dans les pays défavorisés du monde entier. Selon Robert van Voren, leur idée est que « les services de santé mentale devraient être habilités au niveau local, adaptés au contexte local, basés sur la communauté, orientés vers les utilisateurs et axés sur le maintien des personnes atteintes de maladie mentale dans la société, au lieu de les retirer ». L'organisation a participé à la désinstitutionnalisation des services de santé mentale pour les enfants dans les pays post-communistes. L'IGP se consacre à la promotion des réformes nécessaires à la mise en œuvre de « soins de santé mentale humains, éthiques et efficaces dans le monde entier ». Les rapports de l'Initiative globale en psychiatrie sont souvent complets et examinent les options de traitement. L'organisation a fait campagne avec un succès considérable contre les mauvaises pratiques en matière de santé mentale à l'étranger, notamment en Chine et dans les anciens États communistes. La contribution de Robert van Voren à la réforme de la psychiatrie légale dans les États de l'ex-Union soviétique est largement reconnue.

### Articles
- (en) Elias Mossialos, Anant Murthy et David McDaid, « L'élargissement de l'Union européenne : la santé mentale sera-t-elle à nouveau oubliée ? », European Journal of Public Health, vol. 13, no 1,‎ mars 2003, p. 2-3 (PMID 12678306, DOI 10.1093/eurpub/13.1.2, lire en ligne)
- (en) Nanci Adler, Gerard Mueller et Mohammed Ayat, « Psychiatrie sous la tyrannie : un rapport sur les abus politiques de la psychiatrie roumaine pendant les années Ceausescu », Current Psychology, vol. 12, no 1,‎ mars 1993, p. 3-17 (PMID 11652327, DOI 10. 1007/BF02737088)
- (en) Anwesha Banerjee, « Cross-cultural variance of schizophrenia in symptoms, diagnosis and treatment », The Georgetown Undergraduate Journal of Health Sciences, vol. 6, no 2,‎ juillet 2012, p. 18-24 (lire en ligne [archive du 11 aout 2015])
- Elizabeth Buckingham, Ezra Schrage et Francine Cournos, « Pourquoi le traitement des troubles mentaux est une composante importante de la prévention du VIH chez les personnes qui s'injectent des drogues », Advances in Preventive Medicine,‎ 17 janvier 2013 (PMID 23401785, PMCID 3562640, DOI 10.1155/2013/690386)
- (en) Jill McLeigh et Natallia Sianko, « Que faire pour promouvoir la santé mentale dans le monde ? », American Journal of Orthopsychiatry, vol. 81, no 1,‎ janvier 2011, p. 83-89 (PMID 21219278, DOI 10.1111/j.1939-0025 .2010.01074.x)
- (ru) Yuri Savenko (Юрий Савенко), « 20-летие НПА России » [« 20e anniversaire de l'IPA de la Russie »], Незави́симый психиатри́ческий журна́л  (Nezavisimiy Psikhiatricheskiy Zhurnal (en)), no 1,‎ 2009, p. 5-18 (ISSN 1028-8554, lire en ligne, consulté le 20 juillet 2011)
- (en) Steven Targum, Oleh Chaban et Serhiy Mykhnyak, « Psychiatry in the Ukraine », Innovations in Clinical Neuroscience, vol. 10, no 4,‎ avril 2013, p. 41-46 (PMID 23696959, PMCID 3659038)
- (en) Jim Birley, « Political abuse of psychiatry », Acta Psychiatrica Scandinavica, vol. 101, no 399,‎ janvier 2000, p. 13-15 (PMID 10794019, DOI 10.1111/j.0902-4441.2000.007s020[dash]3.x)
- (en) Jim Birley, « Political abuse of psychiatry », Psychiatry, vol. 3, no 3,‎ 1er mars 2004, p. 22-25 (DOI 10.1383/psyt.3.3.22.30675)
- (en) Fiona Clark, « Is psychiatry being used for political repression in Russia? », The Lancet, vol. 383, no 9912,‎ 11 janvier 2014, p. 114-115 (PMID 24422214, DOI 10. 1016/S0140-6736(13)62706-3, lire en ligne)
- (en) Harvey Gordon, « Reform of forensic psychiatry in the former Soviet Union », Psychiatric Bulletin, vol. 30, no 8,‎ 31 juillet 2006, p. 313 (DOI 10.1192/pb.30.8.313)
- (en) Aaron Levin, « Global Initiative on Psychiatry », Psychiatric News, American Psychiatric Association, vol. 48, no 3,‎ 1er février 2013, p. 12 (DOI 10.1176/appi.pn.2013.2a17, lire en ligne, consulté le 2 mars 2013)
- (de) Vrolg Leygraf, « Ist die nachträgliche Sicherungsverwahrung am Ende? » [« Est-ce que l'hospitalisation obligatoire n'est finalement pas rentable ? »], Der Nervenarzt [The Neurologist], vol. 81, no 7,‎ 27 juin 2010, p. 867-872 (DOI 10.1007/s00115-010-3046-0)
- (en) Manuel Matas, « The ethics of involuntary hospitalization and treatment of mentally ill persons », The Canadian Journal of Psychiatry, vol. 34, no 9,‎ décembre 1989, p. 945-947 (PMID 2611761)
- (en) Choudhary Narayan, « Political abuse of psychiatry », Indian Journal of Psychiatry, vol. 55, no 1,‎ janvier 2013, p. 96 (PMID 23436943, PMCID 3574467, DOI 10.4103/0019-5545.105529)
- (en) John Tobin, « Editorial : political abuse of psychiatry in authoritarian systems », Irish Journal of Psychological Medicine, College of Psychiatrists of Ireland, vol. 30, no 2,‎ juin 2013, p. 97-102 (DOI 10.1017/ipm.2013.23, lire en ligne)
- (en) Robert van Voren, « Political abuse of psychiatry-an historical overview », Schizophrenia Bulletin, vol. 36, no 1,‎ 2010, p. 33-35 (PMID 19892821, PMCID 2800147, DOI 10. 1093/schbul/sbp119, lire en ligne [archive du 26 juillet 2011])
- (ru) Robert van Voren, « Психиатрия как средство репрессий в советских и постсоветских странах » [« La psychiatrie comme outil de coercition dans les pays post-soviétiques »], Вестник Ассоциации психиатров Украины (Bulletin de l'Association des Psychiatres d'Ukraine), no 5,‎ 2013 (lire en ligne)
- (en) Robert van Voren, « Reforming forensic psychiatry and prison mental health in the former Soviet Union », Psychiatric Bulletin, vol. 30, no 4,‎ 31 mars 2006, p. 124-126 (DOI 10.1192/pb.30.4.124, lire en ligne)

## Lecture complémentaire
- (en) Robert van Voren, « Fifty years of political abuse of psychiatry - no end in sight », Ethics, Medicine and Public Health, vol. 1, no 1,‎ janvier-mars 2015, p. 44-51 (DOI 10.1016/j.jemep.2014.12.001, lire en ligne)
- (en) Robert van Voren, « Ending political abuse of psychiatry : where we are at and what needs to be done », Psychiatric Bulletin, vol. 40, no 1,‎ avril 2015, p. 30-33 (PMID 26958357, PMCID 4768845, DOI 10.1192/pb.bp.114.049494)